# 9656 Kurokawahiroki
9656 Kurokawahiroki este o planetă minoră (asteroid), cu un diametru de 7,871 km, din centura de asteroizi. A fost descoperită pe 23 februarie 1996 la Observatorul Ōizumi de Takao Kobayashi. 
Obiectul prezintă o orbită caracterizată de o semiaxă mare de 2,3711771 UAi, o excentricitate de 0,17, o înclinație de 5,13641 ° în raport cu ecliptica.